# Volkswagen Polo II
La Volkswagen Polo II è un'autovettura prodotta dalla casa automobilistica tedesca Volkswagen dal 1981 al 1994.

## Profilo e contesto

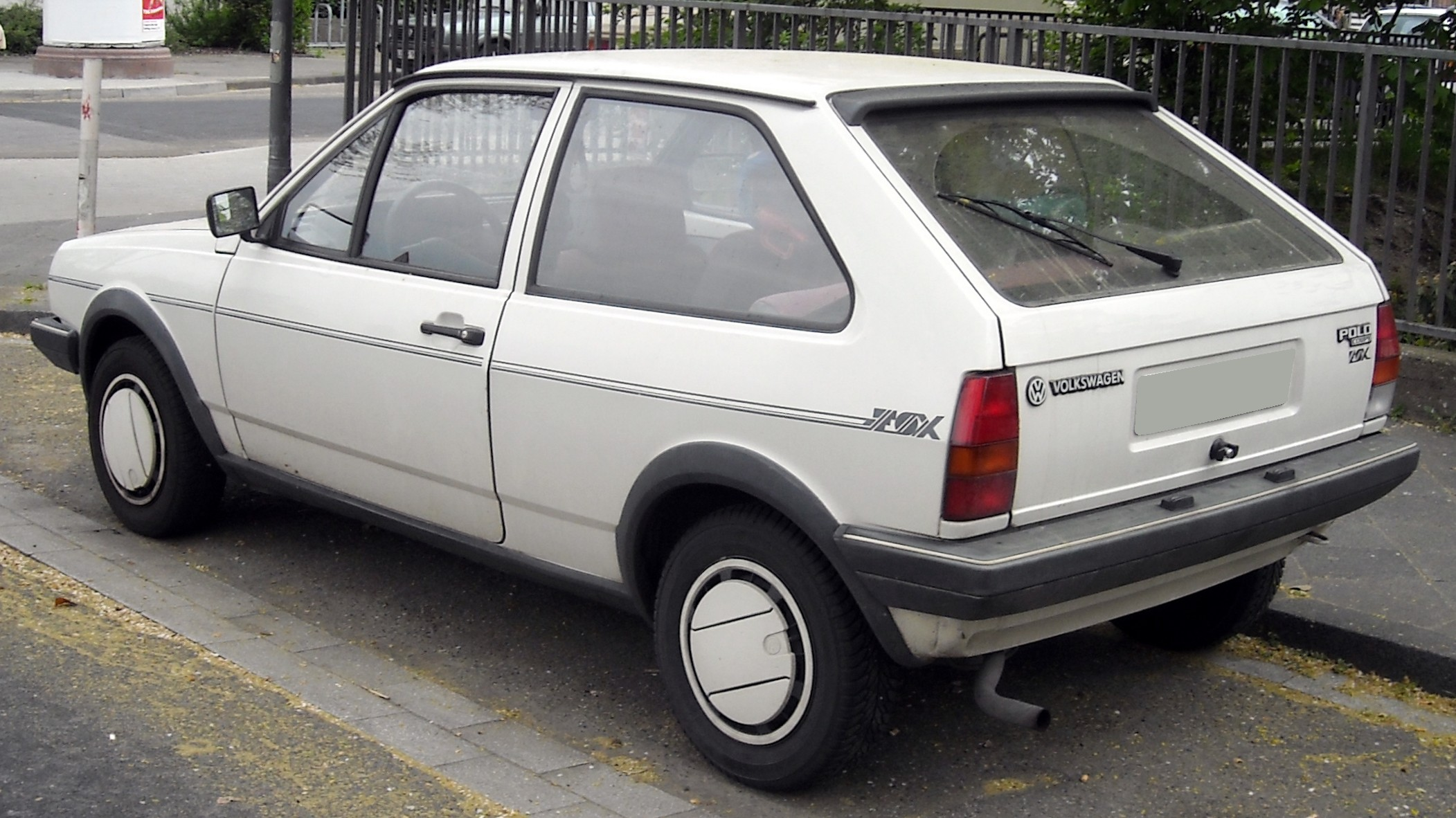
Polo II Coupe

Nell'agosto 1981 esordì la seconda serie della Polo, che mostrava modifiche sostanziali al posteriore. Essa fu infatti prodotta in due versioni: la prima, denominata Coupé, aveva la coda inclinata ed era quindi simile al modello precedente, mentre la seconda, denominata Wagon, aveva la coda tronca e la parte posteriore leggermente aumentata in volume, e queste caratteristiche la facevano somigliare a una piccola station wagon oppure a una micro monovolume. Le vendite si indirizzarono prevalentemente sulla versione Wagon. Vi era anche una versione a tre volumi denominata Classic.

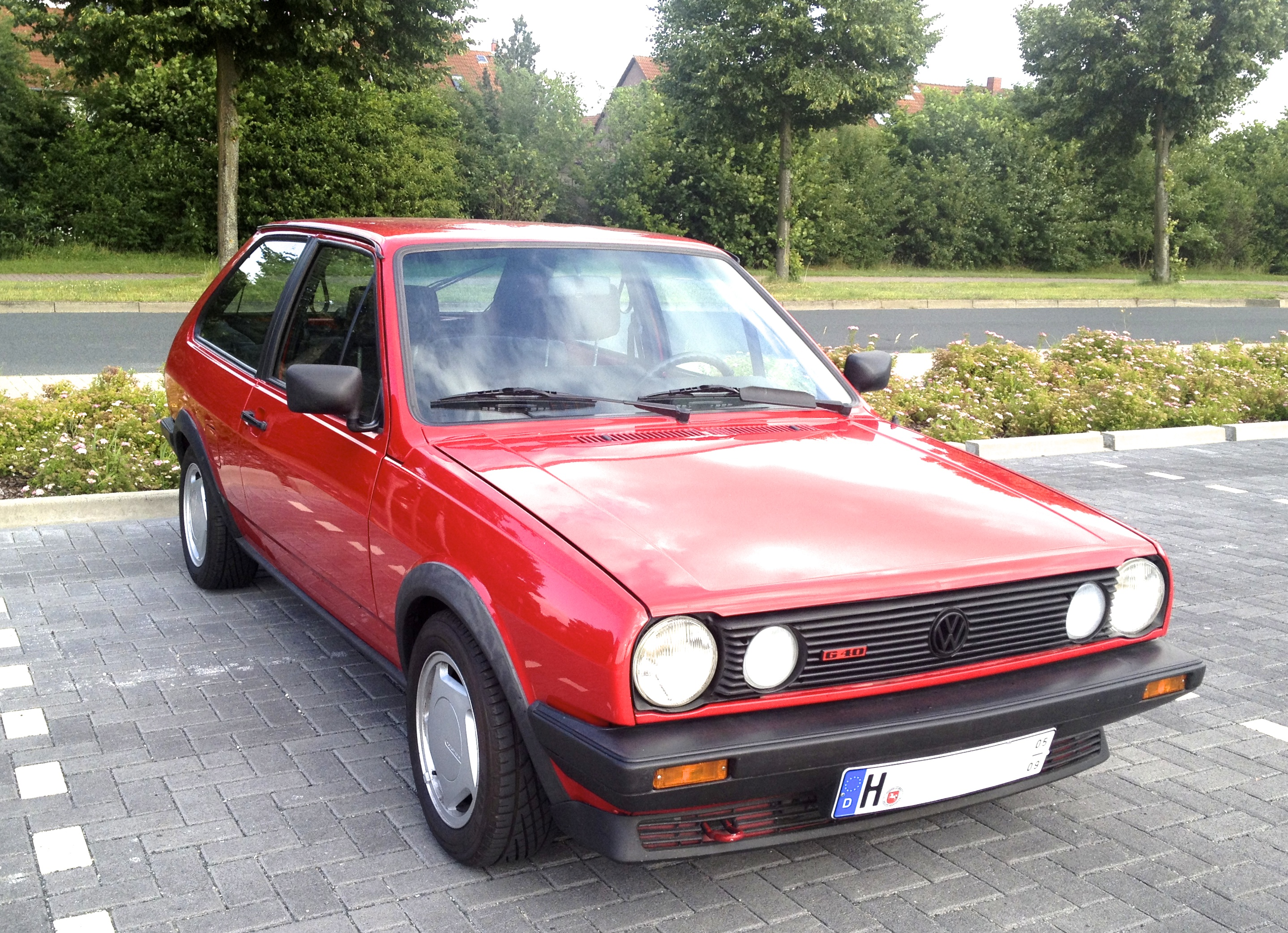
Polo G40

Tra le versioni speciali a serie limitata della Polo prodotta nel 1981 vi era la Polo 1.1 HB "FORMEL E", modello più raffinato ed elegante delle normali versioni dell'utilitaria tedesca, curato nei dettagli sia nell'interno sia all'esterno della vettura, con molteplici cromature e spoiler posteriore, oltre a un motore più parco per quanto riguardava i consumi.
Negli stessi anni, in seguito all'acquisizione della casa spagnola SEAT dalla FIAT, la produzione venne proseguita anche in terra iberica.

## Restyling 1990

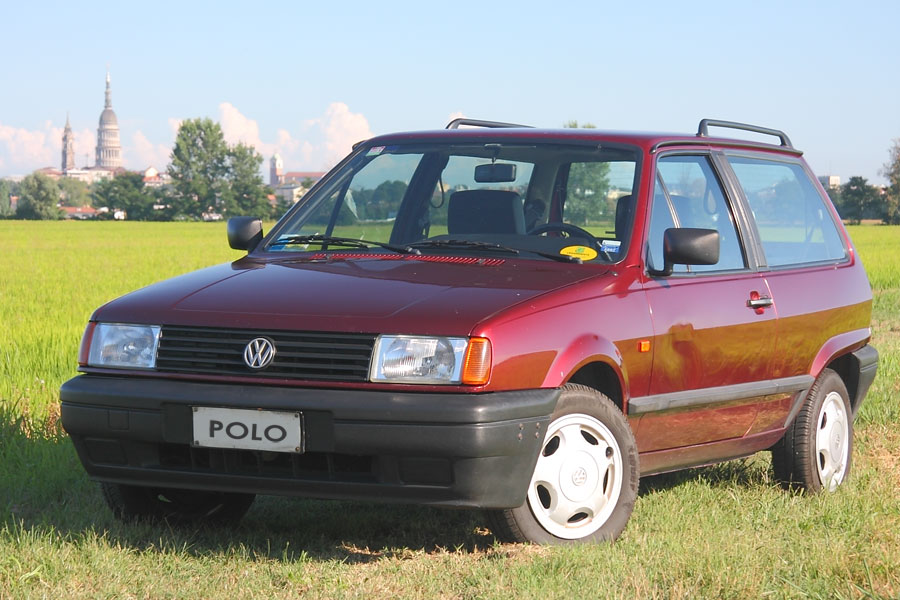
Polo seconda serie restyling

Nel settembre 1990 venne eseguito un grosso restyling, che ingentilì la linea con una carrozzeria più curvilinea mantenendo comunque lo stesso disegno della precedente versione (sia Wagon sia Coupé) a parte un rinnovamento nella parte frontale. Le modifiche interessarono soprattutto gli interni e la sicurezza.
Venne usato anche, sulla Polo G40, un motore 1272 cm³ a compressore volumetrico erogante 115 CV. La Polo seconda serie venne prodotta con questa linea per altri quattro anni, fino al 1994, quando venne presentata la terza serie, con un disegno totalmente rinnovato.

## Motorizzazioni
| Modello      | Disponibilità    | Motore  | Cilindrata (cm³) | Potenza       | Coppia Max (Nm) | Emissioni CO2 (g/km) | 0–100 km/h (secondi) | Velocità max (km/h) | Consumo medio (km/L) |
| 1.0          | dal 1981 al 1986 | Benzina | 1043             | 29 kW (39 CV) | 74              | n.d                  | 21,2                 | 143                 | 14,4                 |
| 1.0/45 CV    | dal 1985 al 1992 | Benzina | 1043             | 33 kW (45 CV) | 74              | n.d                  | n.d                  | 145                 | 13,5                 |
| 1.0i cat.    | dal 1990 al 1995 | Benzina | 1043             | 33 kW (45 CV) | 76              | n.d                  | 20,3                 | 145                 | 14,8                 |
| 1.1          | dal 1981 al 1984 | Benzina | 1093             | 37 kW (50 CV) | 77              | n.d                  | 15,4                 | 146                 | 12,7                 |
| 1.3 GT       | dal 1983 al 1989 | Benzina | 1272             | 55 kW (75 CV) | 104             | n.d                  | 11,9                 | 170                 | 14,2                 |
| 1.3i cat. GT | dal 1989 al 1995 | Benzina | 1272             | 55 kW (75 CV) | 99              | n.d                  | 12,1                 | 172                 | 14,2                 |
| 1.3i GT      | dal 1989 al 1992 | Benzina | 1272             | 57 kW (77 CV) | 99              | n.d                  | 11,7                 | 173                 | 14,4                 |
| 1.3 Diesel   | dal 1987 al 1990 | Diesel  | 1272             | 33 kW (45 CV) | 80              | n.d                  | 21,0                 | 138                 | 18,5                 |
| 1.4 Diesel   | dal 1990 al 1995 | Diesel  | 1398             | 35 kW (48 CV) | 85              | n.d                  | 19,5                 | 142                 | 18,6                 |